# الإفطار المجاني للأطفال
كان برنامج إفطار مجاني لأطفال المدارس برنامج خدمة مجتمعية تديره منظمة Black Panther Party كتعبير مبكر عن المهمة الاجتماعية التي تصورها المؤسسون Huey P. Newton وBobby Seale إلى جانب تأسيسهم لمدرسة أوكلاند المجتمعية، التعليم على مستوى 150 طفل من الأحياء الحضرية الفقيرة. مستوحاة من البحوث المعاصرة حول الدور الأساسي للإفطار للتعليم المدرسي الأمثل، كان الفهود يطهو الطعام ويقدم الطعام للشباب الفقراء في المدينة الداخلية في المنطقة. بدأ البرنامج في يناير 1969 في كنيسة القديس أوغسطين في أوكلاند ، كاليفورنيا ، وأصبح البرنامج شائعاً لدرجة أنه بحلول نهاية العام، أقام الفهود مطابخ في مدن عبر الولايات المتحدة، حيث قام بتغذية أكثر من 10000 طفل كل يوم قبل ذهابهم إلى المدرسة.

## مراحله
وقد أصبح برنامج الإفطار المجاني النشاط التنظيمي المركزي للمجموعة. و أبرز مدى نجاح البرنامج ونجاحه في العديد من المجتمعات المحلية أوجه القصور في برامج الحكومة الفيدرالية التي كانت آنذاك ضعيفة ومتدنية التغذية في المدارس العامة في جميع أنحاء البلاد. على الرغم من نجاحاتها، حاولت السلطات الفيدرالية تشويه وإخراج برنامج الإفطار المجاني. ومن بين الإجراءات الأخرى، داهمت السلطات مواقع برنامج الإفطار بينما كان الأطفال يتناولون الطعام.